# Harry, un amigo que os quiere
Harry, un amigo que os quiere (en francés: Harry, un ami qui vous veut du bien) es una película francesa de 2000 dirigida por Dominik Moll.

## Argumento

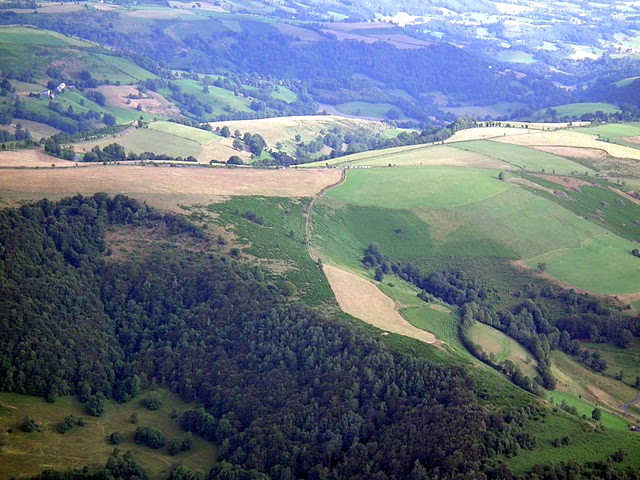
En medio de toda esta tragedia familiar, Michel se siente inspirado para comenzar a escribir "The Flying Monkeys" nuevamente, pero se enfurece cuando Claire interrumpe su escritura.

La pareja de clase media Michel (Laurent Lucas) y Claire (Mathilde Seigner) están llevando a sus tres hijas, Jeanne, Sarah e Iris, en un viaje para ver a los padres de Michel. El automóvil no tiene aire acondicionado y los niños se sienten enfermos, por lo que la familia decide detenerse y regresar. En la parada de descanso, Michel se encuentra con Harry ( Sergi López), un conocido de la escuela secundaria de Michel que no ha visto en años. A Harry le está yendo muy bien y viaja con su novia Plum (Sophie Guillemin) para mostrarle Suiza. Harry pregunta si él y Plum pueden regresar a la casa de Michel para tomar una copa, y Michel acepta.
La casa de verano de Michel es una casa en ruinas que la familia planea arreglar. Michel descubre que su padre ha renovado el baño sin su consentimiento. En la cena, Harry le recuerda a Michel un poema que había publicado en un periódico escolar, así como una historia de ciencia ficción, "The Flying Monkeys"; Luego se ofrece a ayudar a la familia como puede, alegando que el dinero no es un problema. Al día siguiente, después de que Michel intenta llenar un pozo profundo en el patio delantero, el auto familiar muere en medio de la carretera, pero Harry compra uno nuevo para ellos, a pesar de las protestas de Michel y Claire. En medio de todo esto, Michel escucha a sus padres, quienes insisten en venir a su casa; Se supone que el padre de Michel no debe conducir, por lo que Michel insiste en recogerlos. Cuando los lleva a la casa, Harry y Plum están allí, y Harry ve la presión que ejercen sobre Michel.
Harry y Plum se van a pasar la noche en un hotel. Pero Harry se escabulle, roba una camioneta y va a la casa de los padres de Michel, alegando que Michel está en problemas y que deberían seguirlo. Suben al auto y lo siguen, pero Harry los engaña para que conduzcan fuera de la carretera y por un acantilado, matándolos a ambos. Michel está angustiado al saber que sus padres están muertos, y la familia asiste a su funeral. Después del funeral, Harry lleva a Eric, el hermano de Michel, a su casa. Eric insulta a Michel y se burla de su poema. Harry llega solo a la casa, alegando que Eric le dio un paseo; La hija de Michel ve a Harry tratando de esconder el cadáver de Eric en el asiento trasero. Harry se deshace del cuerpo esa noche.
En medio de toda esta tragedia familiar, Michel se siente inspirado para comenzar a escribir "The Flying Monkeys" nuevamente, pero se enfurece cuando Claire interrumpe su escritura. Harry le dice a Michel que cree que Claire lo está reteniendo. La familia cena con Plum y Harry nuevamente, y Harry le dice a Plum que Michel la insultó. Ella corre al baño, llorando; Michel sube para disculparse, y Plum lo besa mientras Harry se va. Michel se disculpa con Claire y se inspira en la comida favorita de Harry para escribir una historia más personal llamada "Los huevos". En la noche, Harry regresa, matando a Plum y reclutando a Michel para que le ayude a deshacerse de su cuerpo en el pozo. Cuando Michel se da cuenta de que Harry planea hacer lo mismo con Claire, apuñala a Harry con un destornillador y deja caer su cuerpo por el mismo pozo.
Michel se queda despierto toda la noche llenando el pozo, sorprendiendo a Claire, quien también le dice que ella leyó "Los huevos" y piensa que es genial. La película se cierra cuando la familia realiza otro viaje en el auto que Harry les compró.

## Reparto
- Laurent Lucas como Michel
- Sergi López como Harry
- Mathilde Seigner como Claire
- Sophie Guillemin como Prune (Plum)
- Liliane Rovère como Mother
- Dominique Rozan como Father
- Michel Fau como Eric
- Victoire de Koster como Jeanne
- Laurie Caminata como Sarah
- Lorena Caminata como Iris

## Acogida
Harry, un amigo que os quiere  recibió elogios de toda la crítica. El sitio web de agregación de revisión Rotten Tomatoes le otorga un índice de aprobación del 96%, basado en 90 revisiones, con un puntaje promedio de 7.5 / 10. El consenso del sitio dice: "Un thriller oscuro y divertido que recuerda a  Hitchcock." En Metacritic, que asigna una calificación normalizada de 100 a las críticas de los críticos principales, la película recibió una puntuación promedio de 75, basada en 28 críticas, lo que indica "críticas generalmente favorables".

## Premios y nominaciones
Ganó diferentes Premios César incluido el de mejor actor (Lopez), Mejor director (Moll) y mejor montaje (Yannick Kergoat).
Fue nominada a la Palme de Oro en el Festival Internacional de Cine de Cannes de 2000.